# NHS T1
Der zweiachsige Triebwagen NHS T1 der Kleinbahn Neheim-Hüsten–Sundern (NHS) gehörte zu einer Triebwagenserie, die 1933 von der Waggonfabrik Gotha entwickelt wurde. Der Triebwagen wurde gelegentlich auch bei der Teutoburger Wald-Eisenbahn eingesetzt. 1949 wurde er dort bei einem Unfall erheblich beschädigt. Er wurde mit einer neuen Karosserie von Ernst Auwärter wieder aufgebaut und versah danach bei der Württembergischen Eisenbahn-Gesellschaft (WEG) Dienst bis 1979, als er abgestellt wurde.

## Geschichte und Einsatz

### Kleinbahn Neheim-Hüsten–Sundern
Mit dem Triebwagen wurde auf der Bahnstrecke Neheim-Hüsten–Sundern 1934 der Triebwagenbetrieb eingeführt. Ursprünglich war die Triebwagenserie für den Solobetrieb ohne Kupplung konstruiert, 1935 war er mit kompletter Zug- und Stoßeinrichtung versehen.
Öfters wurde er zur Teutoburger Wald-Eisenbahn für Aushilfseinsätze versetzt. Bei einer dieser Einsätze hatte der Triebwagen 1949 einen Frontalzusammenstoß mit einer Dampflokomotive bei Harsewinkel, wobei er erheblich beschädigt wurde.

### Württembergische Eisenbahn-Gesellschaft
Der Triebwagen wurde danach wieder aufgebaut. Bis 1953 erhielt er bei Ernst Auwärter eine neue Karosserie mit automatischen Türen. Gleichzeitig wurde die Motorleistung auf 170 PS gesteigert. Das Fahrzeug war der erste Triebwagen, den die WEG in Dienst stellte. Haupteinsatzgebiet war anfangs die Obere Kochertalbahn und später die Gönninger Bahn, wo er hauptsächlich den Personen- sowie den Stückgutverkehr besorgte. Ein Problem waren für den relativ leichten Wagen im Winterbetrieb vereiste Spurkanäle bei Bahnübergängen. Der Triebwagen war bis 1979 im Dienst, danach wurde er in Neuffen abgestellt. Er wurde 1998 dort verschrottet.

## Technische Merkmale
Der Triebwagen wurde nach den Grundsätzen des Leichtbaues hergestellt. Die Achsen waren als Lenkachsen ausgeführt, und mit langen Blattfedern wurde der Wagenkasten darauf abgestützt. Der Führerraum war vom Fahrgastraum nicht abgetrennt, im hinteren Einstiegsraum konnte Gepäck mitgeführt werden. 
Motor und Getriebe waren auf einem Tragrahmen gelagert und am Untergestell aufgehängt. Der Motor ragte in den Fahrgastraum hinein. Er wurde in mittiger Lage von einer Sitzbank abgedeckt. Als Motor wurde ursprünglich der Vierzylinder-Viertakt-Dieselmotor vom Typ Daimler-Benz OM 65 verwendet. Die Kraftübertragungsanlage war ursprünglich ein Mylius-Getriebe mit vier Gängen. Die Antriebsanlage erwies sich bei Versuchsfahrten als sehr sparsam, bei Versuchsfahrten wurden Geschwindigkeiten bis 70 km/h erreicht.
Nach 1949 erhielt der Triebwagen einen neuen Aufbau von Auwärter und einen Antriebsmotor mit einer Leistung von 170 PS. Dadurch wirkte der Wagen wesentlich moderner. Auffallend ist die deutliche Zunahme der Dienstmasse im Vergleich zur Ursprungsausführung. Augenscheinlich wurden die Radsätze gegen solche mit größeren Raddurchmesser getauscht.